# Tordilho Colorado
Tordilho Colorado é uma música de Paulo Mafra para o Sport Club Internacional do Rio Grande do Sul, feita em homenagem ao título mundial conquistado em 2006. A canção é uma paródia da música "Tordilho Negro", de autoria de Teixeirinha, cantor nativista gaúcho.